# Kampioenschap van Vlaanderen 1963
Il Kampioenschap van Vlaanderen 1963, quarantottesima edizione della corsa, si svolse il 12 settembre 1963 su un percorso con partenza e arrivo a Koolskamp. Fu vinto dal belga Gustaaf Van Vaerenbergh della Bertin-Porter 39-Milremo davanti ai suoi connazionali Jean-Baptiste Claes e Frans Melckenbeeck.

## Ordine d'arrivo (Top 10)
| Pos. | Corridore               | Squadra                     | Tempo |
| ---- | ----------------------- | --------------------------- | ----- |
| 1    | Gustaaf Van Vaerenbergh | Bertin-Porter 39-Milremo    |       |
| 2    | Jean-Baptiste Claes     | Wiel's-Groen Leeuw          |       |
| 3    | Frans Melckenbeeck      | Mercier-BP-Hutchinson       |       |
| 4    | Gustaaf De Smet         | Wiel's-Groen Leeuw          |       |
| 5    | Jos Wouters             | Solo-Terrot-Van Steenbergen |       |
| 6    | Walter Muylaert         | Pelforth-Sauvage-Lejeune    |       |
| 7    | Kamiel Lamote           | Dr. Mann Labo               |       |
| 8    | Roger De Coninck        | Dr. Mann Labo               |       |
| 9    | Jacques Bels            | GBC                         |       |
| 10   | Georges Decraeye        | Wiel's-Groen Leeuw          |       |